# Trechnites pernicialis
Trechnites pernicialis är en stekelart som beskrevs av Robinson 1970. Trechnites pernicialis ingår i släktet Trechnites och familjen sköldlussteklar.
Artens utbredningsområde är Uganda. Inga underarter finns listade i Catalogue of Life.